# DUT1

L'evoluzione del DUT1 dal 1985.
I segmenti verticali indicano l'applicazione del secondo intercalare.

Con DUT1 (a volte con DUT) si indica la differenza tra UT1, che è definito dalla rotazione terrestre, ed il tempo coordinato universale (UTC), che si calcola partendo da una rete di orologi atomici.
DUT1 = UT1 − UTC
Aggiungendo dei secondi intercalari si mantiene il DUT1 fra −0,9 e +0,9 secondi. La differenza fra le due scale temporali è dovuta all'irregolarità della rotazione terrestre.
I valori previsti di DUT1 sono pubblicati dalla IERS nel suo bollettino. I valori di DUT1, con precisione di 0,1s, sono diffusi in forma continuata e codificata all'interno delle emissioni di tempo campione da alcuni servizi a radiodiffusione.